# 西藏天空
《西藏天空》（英语：Phurbu & Tenzin）是由傅东育执导的一部藏语历史文艺片，于2014年4月15日在上海上映。

## 剧情概述
影片以西藏和平解放前到上世纪80年代之间为背景，讲述了两位西藏青年—庄园少爷丹增与农奴普布在旧西藏农奴制下，长达40年的恩怨情仇，再现了西藏的变迁史。

## 演员
| 演员     | 角色     |
| -------- | -------- |
| 拉旺罗布 | 普布     |
| 阿旺仁青 | 丹增     |
| 索朗卓嘎 | 央金     |
| 杨雪     | 杨谨     |
| 多布杰   | 多哲活佛 |
| 旺卓措   | 尼玛     |